# Gmina

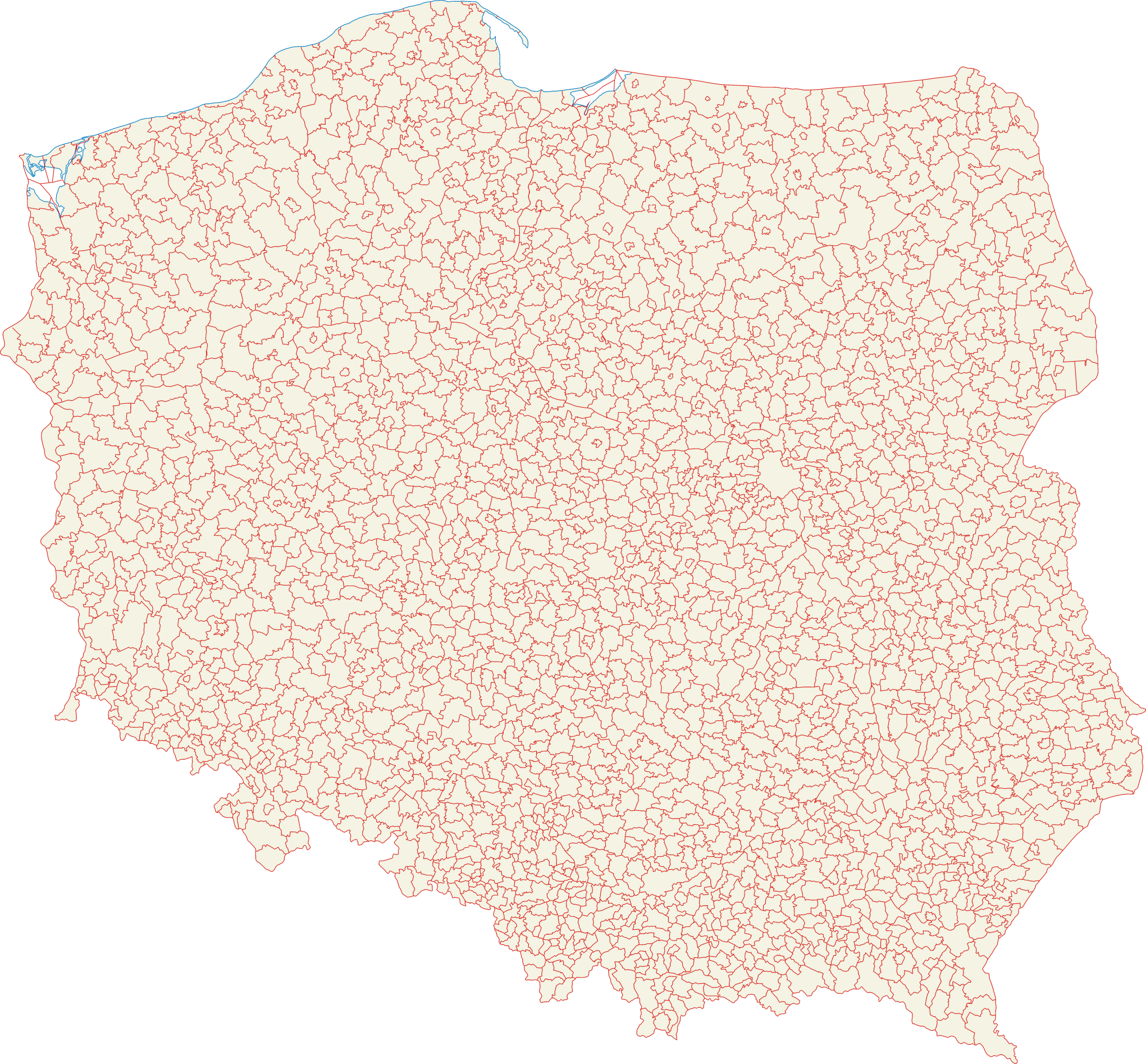
Divisió de Polònia en gmines.

Un Gmina és la unitat principal (la més petita) de divisió territorial a Polònia, similar als municipis o comunes d'altres territoris. El 2004, Polònia tenia 2.478 municipis. La paraula deriva del mot alemany "Gemeinde", que significa "comú" o "comunitat".
Des del 1990, quan van substituir a la més petita Gromada, el municipi va esdevenir la unitat bàsica de divisió administrativa. Hi ha tres tipus de municipis a Polònia:
- Comuna urbana (Gmín Miejska) - consisteix en una ciutat
- Municipi urbà-rural (Gmín Miejska-wiejska) - és una ciutat i pobles del voltant
- Comuna rural (Gmín wiejska) - consta només dels pobles

Algunes administracions locals rurals tenen la seva seu en una ciutat que està fora de la Gmina. Per exemple, la població rural Gmina Augustów s'administra des de la ciutat d'Augustów, però no inclou aquesta ciutat, ja que Augustów és un Gmina urbana per si mateixa.
Una Gmina urbans normalment s'anomena pel nom de la ciutat o poble en qüestió. Altres tipus de Gmina s'anomenen Gmín XXX, on XXX és (en la gran majoria dels casos) el poble o ciutat o poble on la Gmina té la seu.
L'òrgan legislatiu i el control de cada Gmín és el consell municipal elegit (rada gminy, o en una ciutat rada miasta). El poder executiu està en mans de l'alcalde elegit directament del municipi, anomenat wójt a les Gmines rurals, Burmistrz a la majoria de les Gmines urbanes i semi-urbanes, i Prezydent a les ciutats amb més de 100.000 habitants i alguns d'altres ja utilitzessin aquest títol de forma tradicional.
Una Gmina pot crear unitats auxiliars (jednostki pomocnicze), que tenen una funció administrativa subordinada. A les zones rurals són els anomenats sołectwos, a les ciutats poden ser dzielnicas o osiedles. En una Gmina urbana-rural, la mateixa ciutat pot ser designada com a unitat auxiliar.